# 17884 Jeffthompson
17884 Jeffthompson este un asteroid din centura principală de asteroizi.

## Descriere
17884 Jeffthompson este un asteroid din centura principală de asteroizi. A fost descoperit pe 12 februarie 1999 la Socorro, New Mexico, în cadrul proiectului LINEAR. Asteroidul prezintă o orbită caracterizată de o semiaxă mare de 2,29 ua, o excentricitate de 0,10 și o înclinație de 1,4° în raport cu ecliptica.